# István Vaskuti
István Vaskuti (* 4. Dezember 1955 in Debrecen) ist ein ehemaliger ungarischer Kanute.

## Erfolge
István Vaskuti ging bei den Olympischen Spielen 1980 in Moskau mit László Foltán im Zweier-Canadier über 500 Meter an den Start. Sie qualifizierten sich als Sieger ihres Vorlaufs direkt für den Endlauf und schlossen auch diesen auf dem ersten Platz ab. Sie erreichten in 1:43,39 Minuten vor Ivan Patzaichin und Petre Capusta aus Rumänien sowie den Bulgaren Borislaw Ananiew und Nikolai Ilkow das Ziel und erhielten als Olympiasieger die Goldmedaille. 1988 in Seoul startete Vaskuti mit János Sarusi Kis auf der olympischen 500-Meter-Distanz des Zweier-Canadiers. Nach Rang drei im Vorlauf und einem Sieg im Halbfinale erreichten sie das Finale, in dem sie den sechsten Platz belegten. Bei der Eröffnungsfeier der Spiele fungierte Vaskuti als Fahnenträger der ungarischen Delegation.
Mit László Foltán wurde Vaskuti auf der 500-Meter-Strecke 1977 in Sofia, 1978 in Belgrad und 1981 in Nottingham Weltmeister. Darüber hinaus belegten sie 1982 in Belgrad über 500 Meter den dritten Platz. Zusammen mit Tamás Buday gelang ihm 1982 außerdem über 10.000 Meter der Titelgewinn, während sie 1979 in Duisburg diesmal den dritten Platz belegten. 1981 wurden sie über 10.000 Meter erneut Weltmeister. 1982 belegten sie auf dieser Distanz den dritten Platz, ehe ihnen 1983 in Tampere der dritte gemeinsame Titelgewinn gelang. Bei den Weltmeisterschaften 1985 in Mechelen gewann Vaskuti mit János Sarusi Kis über 500 Meter ebenso die Goldmedaille wie 1986 in Montreal. Auch auf der 1000-Meter-Strecke gewannen sie 1986 den Titel. Auf nationaler Ebene sicherte sich Vaskuti in verschiedenen Klassen insgesamt 19 Meistertitel.
Nach seiner aktiven Karriere betätigte sich Vaskuti unter anderem als Sportfunktionär. Er war Vorstandsmitglied im Magyar Olimpiai Bizottság, dem ungarischen Kanuverband und beim Internationalen Kanuverband.